# 마달레나 (아소르스 제도)

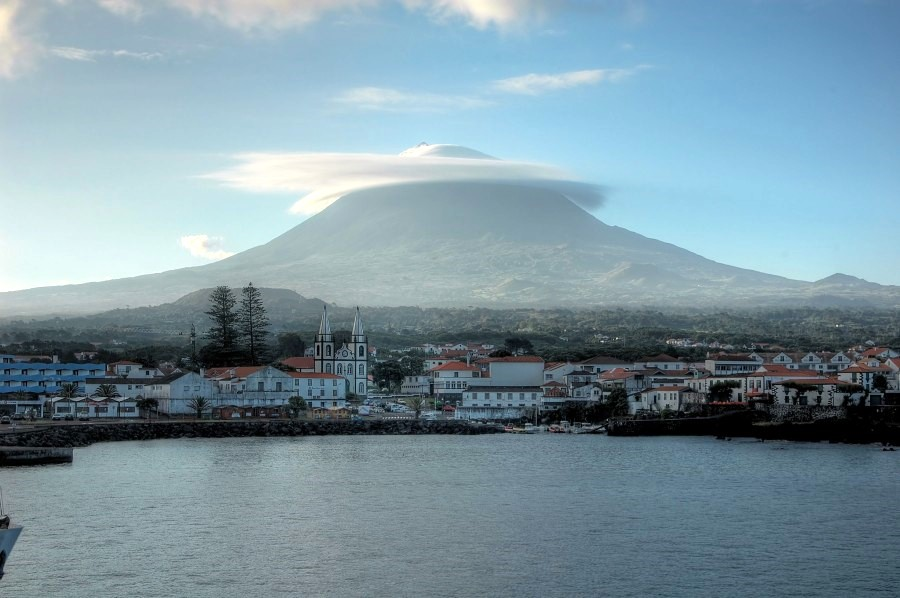
마달레나

마달레나(포르투갈어: Madalena)는 포르투갈 아소르스 제도의 섬 중 하나인 피쿠섬의 주요 도시이다. 면적은 147.12km2, 인구는 2011년 기준으로 6,049명이다.